# Nizhneangarsk
Nizhneangarsk (en ruso: Нижнеанга́рск) es una localidad de la república de Buriatia, Rusia, localizada a la orilla del extremo norte del lago Baikal, 23 km al norte de Severobaikalsk. Su población era de 5000 habitantes en el año 2010.

## Historia
Se fundó en 1643 por un explorador ruso y fue originalmente llamada Verkhneangarsk (Верхнеанга́рск). Tres años después se construyó una fortaleza en la localidad. En la década de 1970 se planeó con Nizhneangarsk fuera una estación del ferrocarril Baikal-Amur, pero el terreno pantanoso del lugar hizo que no fuera posible construir grandes edificios, por lo que la estación se construyó finalmente en Severobaikalsk.